# МИНТ

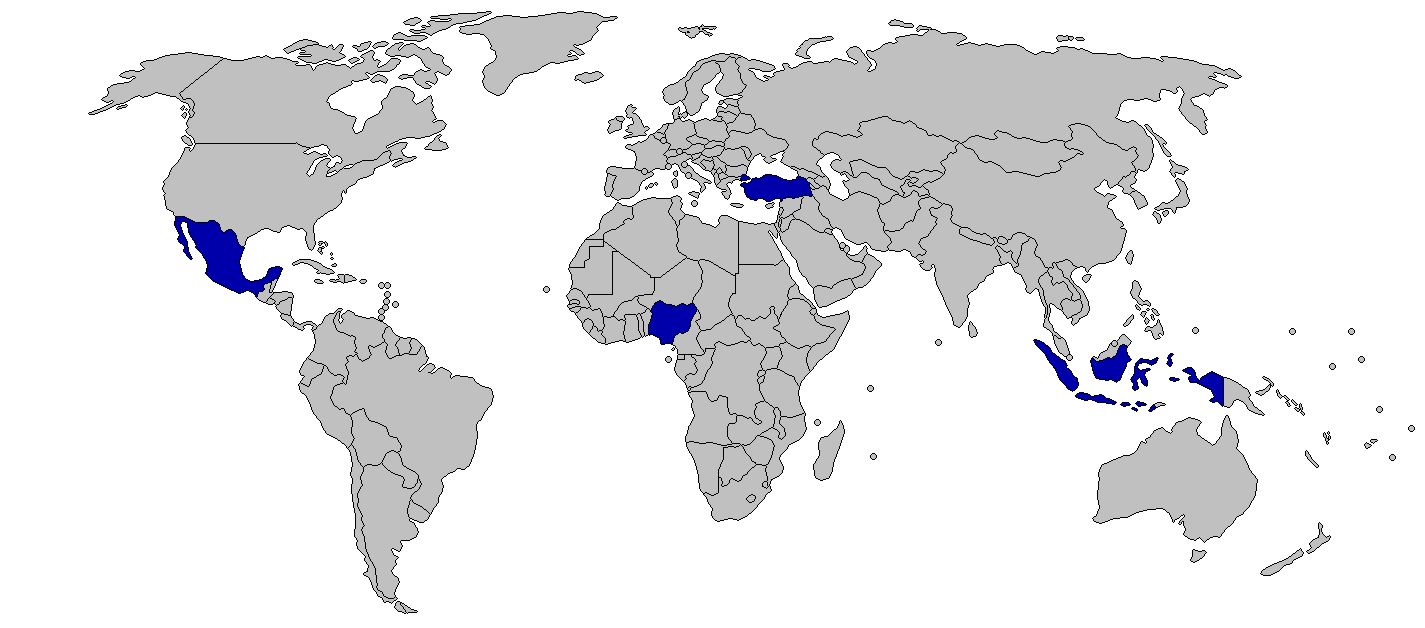
Страны МИНТ

МИНТ — акроним Мексики, Индонезии, Нигерии и Турции. Термин был введён в компании Fidelity Investments и популяризирован Джимом О’Нилом.
Аббревиатура используется в основном в экономической и финансовой сферах, а также в академических кругах. Её использование стало особенно частым в инвестиционной сфере, где он используется для обозначения облигаций, выпущенных правительствами этих стран.